# Desportivo Brasil
Desportivo Brasil é um clube brasileiro de futebol sediado na cidade Porto Feliz, no estado de São Paulo. Foi fundado em 9 de novembro de 2005. Atualmente, o Desportivo Brasil integra a Série A3 do Campeonato Paulista.

## História
O Grupo Traffic junto com o empresário José Hawilla, fundaram em 09 de novembro de 2005, um clube-empresa de futebol - o Desportivo Brasil. Com o objetivo de formar e preparar jovens talentos do futebol para atuação em clubes profissionais do Brasil e do exterior, a empresa oferece capacitação total a meninos de 13 a 20 anos. Este trabalho inclui treinamento técnico, aprimoramento físico, desenvolvimento educacional e psicológico para a formação de um jogador altamente qualificado e diferenciado.[carece de fontes?]
Porto Feliz, interior a 100 km de São Paulo, é a casa do Desportivo Brasil e conta com sete campos, alojamento para 144 atletas e toda a infra-estrutura para o desenvolvimento de um jogador profissional de futebol. Em breve, o clube pretende expandir essa experiência para outras regiões do Brasil.[carece de fontes?]
Foi comprado em meados de 2014 pelo grupo chinês Luneng. O Grupo Luneng é a fornecedora de energia elétrica da província de Shandong, na China que, por sua vez, é uma subsidiaria da companhia estatal State Grid Corporation of China (SGCC), maior empresa do setor elétrico da China. Esse grupo é proprietário do time Shandong Luneng, da Super Liga Chinesa.

### CT do DB
O Centro de Treinamentos do Desportivo Brasil, que abriga cerca de 200 pessoas e se tornou referência no país pela sua estrutura, fica localizado em Porto Feliz, interior de São Paulo.[carece de fontes?]

#### Campos
A Academia ocupa uma área de 156 mil m² às margens da Rodovia Marechal Rondon. São cinco campos oficiais e dois para treinamentos específicos, construídos com os mais modernos recursos tecnológicos, como a grama Tifton 419, indicada para atividades esportivas de alta intensidade, drenagem e irrigação automática.[carece de fontes?]

#### Acomodações
O prédio central da Academia, com mais de 4 mil m² de construção em dois pavimentos, acomoda confortavelmente 144 atletas e 48 membros das comissões técnicas e tem áreas de convivência e de lazer separadas para os amadores e os profissionais, com salas de jogos, de tevê e de computadores.[carece de fontes?]

#### Condicionamento Físico
No prédio central, funciona um moderno centro de condicionamento e recuperação física. A academia montada pela Life Fitness com equipamentos de última geração funciona em conjunto com as salas dos médicos, dos fisioterapeutas e dos fisiologistas. O conjunto conta também com piscina coberta e aquecida e unidade de crioterapia.[carece de fontes?]

#### Alimentação
A cozinha industrial da Academia de Futebol, montada com consultoria especializada, tem padrão de hotel cinco estrelas - com câmaras frigoríficas, fornos combinados, ilha central de cozimento - e segue todas as normas da Anvisa e da Vigilância Sanitária. O cardápio dos atletas é supervisionado por nutricionistas especializadas.[carece de fontes?]

#### Responsabilidade Ambiental
As preocupações com a saúde e o meio-ambiente estendem-se ao uso da água e da energia em todo o CT. Toda a água das chuvas, da irrigação dos campos e da lavagem das vias públicas é tratada e re-utilizada. O tratamento dos esgotos também é todo feito internamente. Além disso, a Academia utiliza três fontes de energia: solar, a gás e elétrica.[carece de fontes?]

#### Educação
Os jogadores das divisões Sub-15, Sub-17 e Sub-20 são obrigados a freqüentar a escola regular na cidade de Porto Feliz e participam, no auditório da Academia, de atividades extracurriculares, como aulas de línguas, de etiqueta e de noções de economia pessoal. Além disso, todos os atletas concentrados no CT têm acesso à sala de computadores e à biblioteca.[carece de fontes?]

### Uniformes atuais
- 1º - Camisa vermelha, calção e meias vermelhas.
- 2º - Camisa branca, calção e meias brancas.
- 3º - Camisa amarela, calção preto e meias amarelas.

| 1º Uniforme | 2º Uniforme | 3º Uniforme |

### Uniformes de outras temporadas.
- 2015

| 1º Uniforme | 2º Uniforme |

## Campanhas de destaque
| DESTAQUES                             | DESTAQUES               |
| Competição                            | Resultados              |
| ------------------------------------- | ----------------------- |
| Campeonato Paulista – Série A3        | 4º colocado (2019)      |
| Campeonato Paulista – Segunda Divisão | Vice-campeão (2016)     |
| Copa Paulista                         | Quartas de final (2017) |

## Estatísticas

### Participações
| Aumento | Promovido à divisão superior  |
| Baixa   | Rebaixado à divisão inferior  |
| Inativo | Licenciamento no ano seguinte |

|  | Participações em 2025 |

| Competição | Competição    | Temporadas | Melhor campanha           | Anos                  | A | R |
| São Paulo  | Série A3      | 9          | 4º colocado (2019 e 2024) | 2017-2025             | – | – |
| São Paulo  | Série A4      | 7          | Vice-campeão (2016)       | 2009-2013 e 2015-2016 | 1 |   |
| São Paulo  | Copa Paulista | 3          | Quartas de final (2017)   | 2017-2019             |   |   |

### Últimas dez temporadas
Legenda:
| Campeão Vice-campeão Eliminado nas semifinais | Campeão e promovido à divisão superior Vice-campeão e/ou promovido à divisão superior Rebaixado à divisão inferior | Classificado à fase de grupos da Copa Libertadores Classificado à fase preliminar da Copa Libertadores Classificado à Copa Sul-Americana Campeão do Campeonato do Interior |